# Христо Георгиевски
Христо Георгиевски (на македонска литературна норма: Христо Георгиевски) е поет, есеист и критик от Северна Македония.

## Биография
Роден е на 24 октомври 1943 година в Куманово, тогава в Югославия. Завършва филологически факултет в Белград, където става редовен професор. Член е на Дружеството на писателите на Македония от 1986 година. Умира на 3 юни 2000 година в Белград.

## Творчество
Автор е на книгите:
- Јазикот на бунарот (поезия, 1978)
- Јазикот и патот (поезия, 1982)
- Две Марии од Славко Јаневски (студия, 1982)
- Македонскиот роман 1952 – 1982 (студия, 1983)
- Удар (поезия, 1984)
- Скриена смисла (есета, 1984)
- Поетиката на македонскиот роман (студия, 1985)
- Историја и поетика на македонската драма (студия, 1994)
- Историја на македонскиот роман (2000).